# Loučné
Loučné je část města Jiříkov v okrese Děčín. Původní název osady zněl Wiesenthal. Nachází se na jihovýchodě Jiříkova. Je zde evidováno 110 adres. Loučné mají spíše rekreační charakter, ale také se zde staví nové rodinné domy. Tato část byla k Jiříkovu připojena spolu dalšími částmi roku 1849. V roce 2011 zde trvale žilo 170 obyvatel.
Loučné leží v katastrálním území Jiříkov o výměře 12,66 km2.

## Historie
První písemná zmínka o obci pochází z roku 1787.. Roku 1873 byla do Jiříkova zavedena železnice, která vede přes Loučné. Poté bylo v této části postaveno nádraží, které stojí jen pár metrů od státní hranice.

## Obyvatelstvo
|                                                                        | 1869 | 1880 | 1890 | 1900  | 1910  | 1921 | 1930 | 1950 | 1961 | 1970 | 1980 | 1991 | 2001 | 2011 |
| ---------------------------------------------------------------------- | ---- | ---- | ---- | ----- | ----- | ---- | ---- | ---- | ---- | ---- | ---- | ---- | ---- | ---- |
| Obyvatelé                                                              | 898  | 884  | 944  | 1 028 | 1 017 | 818  | 790  | 279  | 265  | 250  | 246  | 248  | 169  | 170  |
| Domy                                                                   | 86   | 87   | 88   | 93    | 101   | 103  | 112  | 76   | .    | 49   | 71   | 74   | 50   | 50   |
| Počet domů z roku 1961 je zahrnut v domech místní části Starý Jiříkov. |      |      |      |       |       |      |      |      |      |      |      |      |      |      |

## Pamětihodnosti
- Kostel svatého Jiří
- Sousoší
- Fara čp. 5
- Venkovská usedlost čp. 3, ul. Filipovská
- Venkovská usedlost čp. 4, ul. Filipovská
- Venkovská usedlost čp. 8
- Venkovská usedlost čp. 15, ulice Tylova
- Venkovská usedlost čp. 507, ulice Filipovská[8]
- Lípa v Jiříkově – památný strom, roste v jižní okrajové části obce; z dutiny vyrůstá jeřáb ptačí[9]
- Javor stříbrný v Jiříkově – památný strom, stojí v centru obce na zahradě obecního domu[10]
- Jedle vznešená v Jiříkově – památný strom, nachází se na východním okraji města, cca 17 m od Ústavu sociální péče[11]